# Le Breuil-en-Bessin
Breuil-en-Bessin – miejscowość i gmina we Francji, w regionie Normandia, w departamencie Calvados.
Według danych na rok 1990 gminę zamieszkiwało 228 osób, a gęstość zaludnienia wynosiła 52 osoby/km² (wśród 1815 gmin Dolnej Normandii Breuil-en-Bessin plasuje się na 661. miejscu pod względem liczby ludności, natomiast pod względem powierzchni na miejscu 933.).